# Ban Khouy
Ban Khouy – wieś położona w południowo-wschodnim Laosie, w prowincji Attapu, w dystrykcie Phouvong.